# Sigrid af Forselles

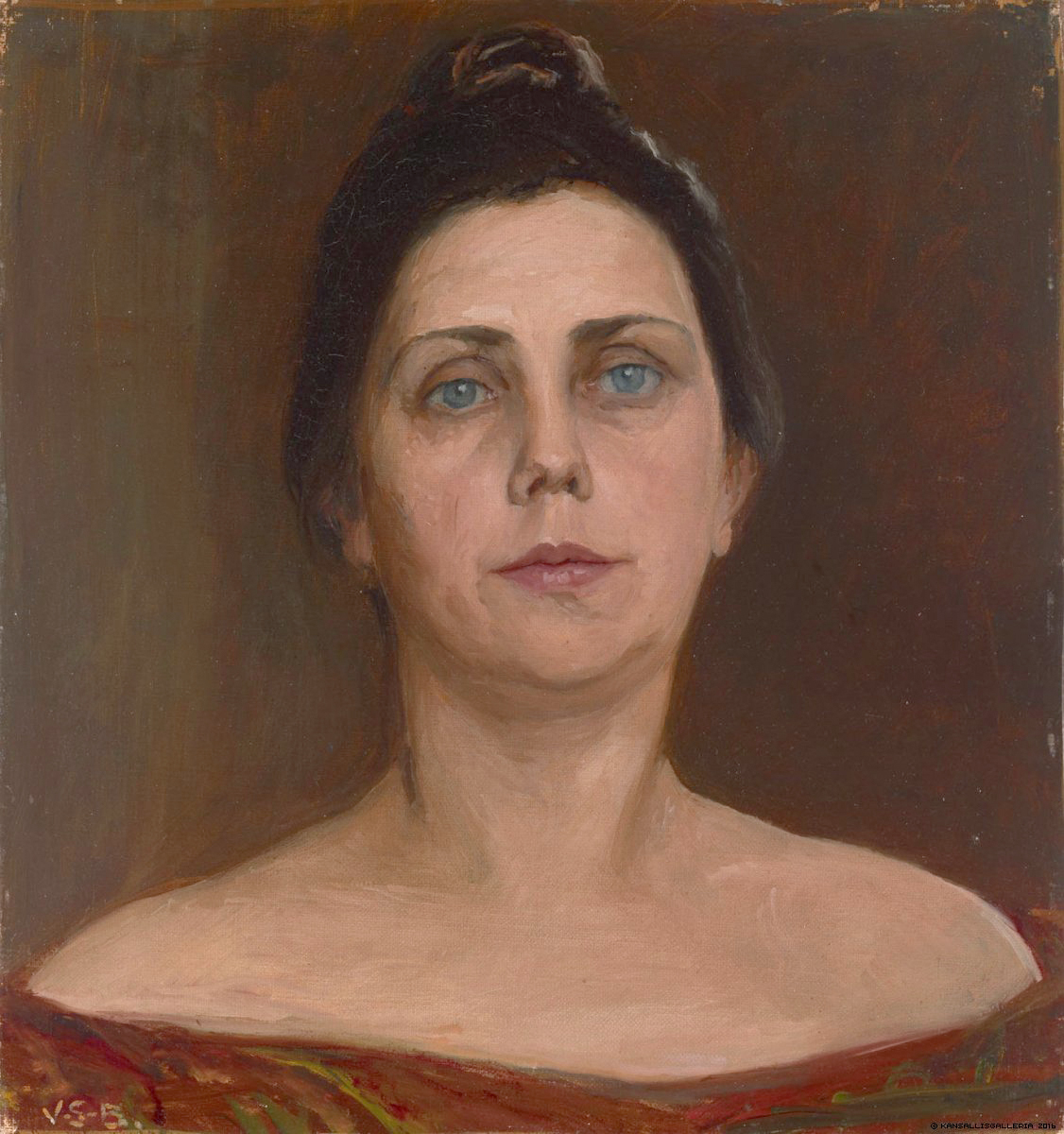
Sigrid af Forselles (Venny Soldan-Brofeldt, n. 1902)

Sigrid Maria Rosina af Forselles, född 4 maj 1860 i Lampis, Tavastehus län, död 16 januari 1935 i Florens, var en finländsk-fransk skulptör.
Hon var dotter till överdirektören Jakob Henrik Alexander af Forselles och Emelie Sopfie Jaquette Waenerberg och kusin till Anna af Forselles. Hon studerade konst vid Finska Konstföreningens ritskola i Helsingfors 1876–1882 därefter för Robert Stigell och fortsatte sina studier i teckning och skulptur för Alfred Boucher och Auguste Rodin i Paris 1882–1886. Hon fortsatte därefter med studier i Florens till 1890 och kom senare från 1915 att större delen av året bo där. Som medhjälpare till Rodin biträdde hon honom med fullbordandet av monumentalverket Borgarna i Calais. Hon medverkade ett flertal gånger i Parissalongen och vid The Womens Exhibition i London 1900 tilldelades hon en bronsmedalj. Bland hennes egna mer kända arbeten märks reliefserien Människoandens utveckling i fem stora reliefer färdigställda 1901 varav fyra återfinns i Berghälls kyrka i Helsingfors och en finns på Ateneum.
Hon var en av de första kvinnliga skulptörerna i Finland och skapade verk med främst religiösa motiv.

## Källor

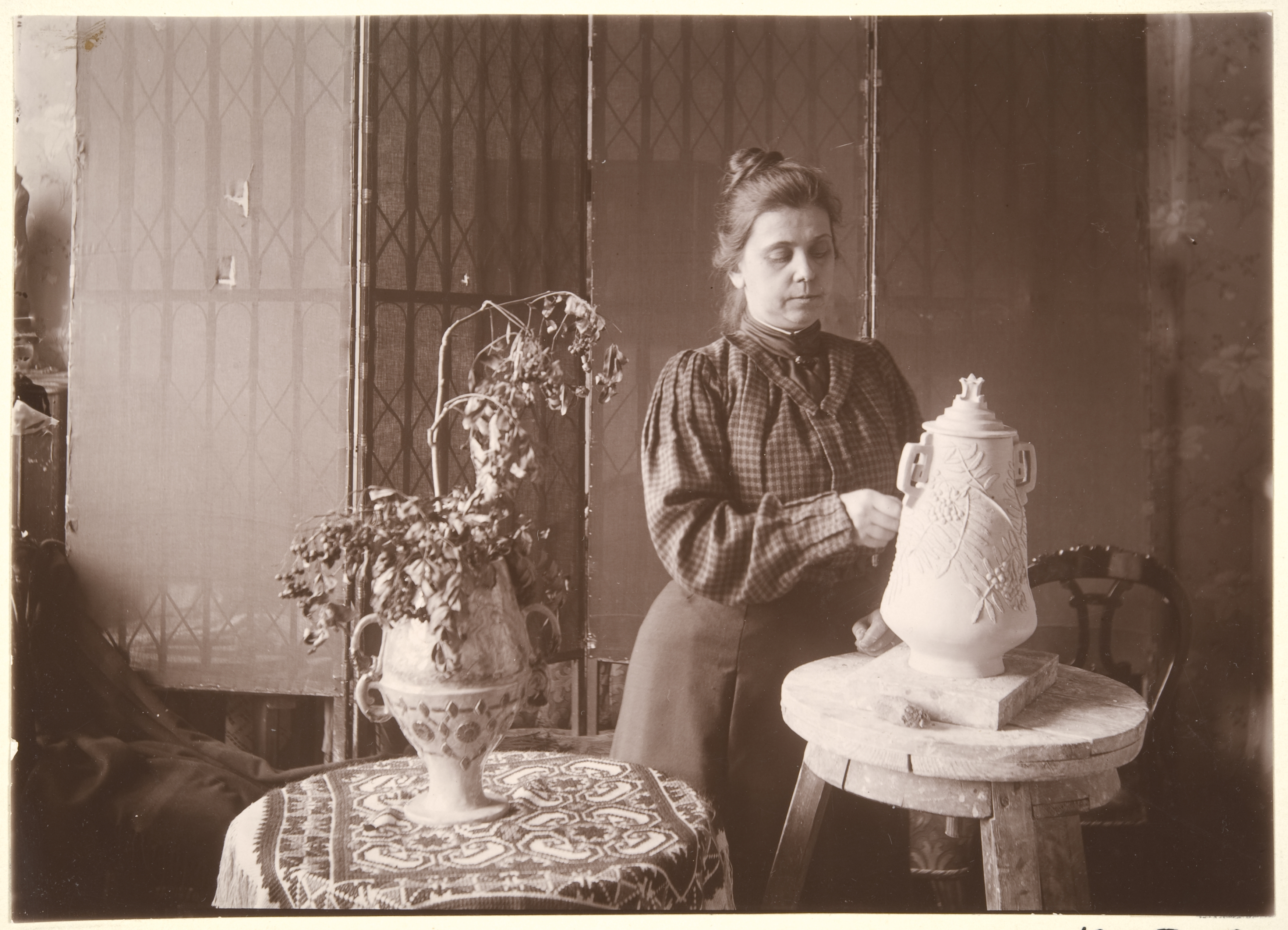
Skulptören Sigrid af Forselles arbetar på en urna.